# Experimental Jet Set, Trash and No Star
Experimental Jet Set, Trash and No Star es el octavo álbum de estudio de la banda neoyorquina de rock alternativo y noise rock Sonic Youth. Este álbum fue lanzado en mayo de 1994 y contiene uno de los temas más conocidos de la banda, Bull in the Heather.
Experimental Jet Set, Trash and No Star fue criticado por parte de entidades conocidas, tales como la revista Rolling Stone, al mencionar que el sonido del álbum no era tan pesado como sus anteriores, y que en este álbum se dirigieron al pop-rock propiamente dicho. También, este es considerado como un álbum más introvertido, con mayor cantidad de rarezas y cosas fuera del estilo normal de Sonic Youth.[cita requerida]
En este álbum, Lee Ranaldo no colaboró en la creación musical ni en la voz de ninguna canción.
Cabe destacar la corta duración de los temas en general, salvo el último tema, Sweet Shine.

## Lista de canciones
Todas las canciones escritas y compuestas por Sonic Youth, salvo «Screaming Skull», escrita por Sonic Youth y Dave Markey. 
| Experimental Jet Set, Trash and No Star |                                       |        |          |  |
| N.º                                     | Título                                | Letras | Duración |  |
| 1.                                      | «Winner's Blues»                      | Moore  | 2:07     |  |
| 2.                                      | «Bull in the Heather»                 | Gordon | 3:04     |  |
| 3.                                      | «Starfield Road»                      | Moore  | 2:15     |  |
| 4.                                      | «Skink»                               | Gordon | 4:12     |  |
| 5.                                      | «Screaming Skull»                     | Moore  | 2:38     |  |
| 6.                                      | «Self-Obsessed and Sexxee»            | Moore  | 4:30     |  |
| 7.                                      | «Bone»                                | Gordon | 3:57     |  |
| 8.                                      | «Androgynous Mind»                    | Moore  | 3:21     |  |
| 9.                                      | «Quest for the Cup»                   | Gordon | 2:30     |  |
| 10.                                     | «Waist»                               | Moore  | 2:49     |  |
| 11.                                     | «Doctor's Orders»                     | Gordon | 4:20     |  |
| 12.                                     | «Tokyo Eye»                           | Moore  | 3:55     |  |
| 13.                                     | «In the Mind of the Bourgeois Reader» | Moore  | 2:33     |  |
| 14.                                     | «Sweet Shine»                         | Gordon | 5:26     |  |
| 47:37                                   |                                       |        |          |  |

## Posiciones del álbum
| Año  | Ranking                      | Posición |
| ---- | ---------------------------- | -------- |
| 1994 | Official UK Albums Chart     | N.º 10   |
| 1994 | Official Sweden Albums Chart | N.º 27   |
| 1994 | Billboard Top 200            | N.º 34   |
| 1994 | Official German Albums Chart | N.º 87   |